# Airwaves
Airwaves è un album in studio del gruppo musicale britannico Badfinger, pubblicato nel 1979.

## Tracce
Side 1
1. Airwaves – 0:29
2. Look Out California – 3:27
3. Lost Inside Your Love – 2:42
4. Love Is Gonna Come at Last – 3:37
5. Sympathy – 4:28

Side 2
1. The Winner – 3:26
2. The Dreamer – 5:20
3. Come Down Hard – 3:48
4. Sail Away – 3:31